# Брањи сир Саон
Брањи сир Саон (фр. Bragny-sur-Saône) насеље је и општина у источном делу централне Француске у региону Бургоња, у департману Саона и Лоара која припада префектури Шалон сир Саон.
По подацима из 2011. године у општини је живело 587 становника, а густина насељености је износила 39,69 становника/km². Општина се простире на површини од 14,79 km². Налази се на средњој надморској висини од 200 метара (максималној 206 m, а минималној 172 m).

## Демографија
| 1962. | 1968. | 1975. | 1982. | 1990. | 1999. | 2011. |
| ----- | ----- | ----- | ----- | ----- | ----- | ----- |
| 436   | 452   | 422   | 447   | 467   | 464   | 587   |

График промене броја становника у току последњих година